# オデル・ベッカム
- オデル・ベッカム・ジュニア

オデル・コーネリアス・ベッカム・ジュニア（Odell Cornelius Beckham Jr., 1992年11月5日 - ）は、アメリカ合衆国ルイジアナ州バトンルージュ出身のプロアメリカンフットボール選手。NFLのマイアミ・ドルフィンズに所属している。ポジションはワイドレシーバー。ニックネームはOBJ。
2014年のダラス・カウボーイズ戦で歴史に残るワンハンドキャッチを行い、多くのアナリストなどから史上最高のキャッチと称された。

## 経歴

### 大学時代
ルイジアナ州バトンルージュ出身のベッカムは、ルイジアナ州立大学（LSU）でカレッジフットボールをプレーした。クリーブランド・ブラウンズに所属している、WRのジャービス・ランドリーとは同期生であり、共にチームのエースワイドレシーバーとして活躍していた。
2011年に1年生でデビューし、14試合中9試合に先発出場した。大学デビュー戦はオレゴン大学戦であった。チームはこの年を13勝0敗で終え、ベッカムは1年目のシーズンでナショナルチャンピオンシップゲームに出場した。この年、NCAAのカンファレンスであるSECの選抜選手に指名されている。
2年目の2012年には、13試合中12試合に先発出場した。この年の開幕戦では、70ヤードの大学生活初のパントリターンタッチダウンを決めた。また9月29日のタウソン大学戦では、5キャッチ128ヤード2タッチダウンを記録し、大学生活初の100ヤード超のレシーブを記録した。ベッカムは、この年通算43キャッチ・713ヤードを記録し、レシーブヤードでチーム1位、レシーブ回数ではジャービス・ランドリーの56レシーブに次ぐ2位を記録した。
3年目の2013年、ベッカムとチームメイトのジャービス・ランドリーの2人は、カレッジフットボールで最も生産的なワイドレシーバーのデュオという評価を得た この年の10月5日、SEC西部のライバル校である、ミシシッピ大学との試合で、ベッカムは9回のレシーブで当時のキャリアハイとなる179レシーブヤードと2ダウンを記録した 10月26日のファーマン大学戦では、大学キャリアハイとなる6キャッチ204ヤードと2タッチダウンを記録した。この年、SECのファーストチームに選出された。ベッカムは、この年通算57キャッチ・1117ヤード・8タッチダウンを記録してシーズンを終えた。また、キックオフリターン32回・845ヤードは、SECトップであった。
シーズン終了後、4年目のシーズンを見送ることを決め、2014年のNFLドラフトに参加した。

#### 大学での通算成績
| 年度 | チーム | 出場 | レシーブ | レシーブ    | レシーブ         | レシーブ | レシーブ         | ラン | ラン        | ラン             | ラン | パントリターン | パントリターン | パントリターン   | パントリターン | キックオフリターン | キックオフリターン | キックオフリターン | キックオフリターン |
| 年度 | チーム | 出場 | 回数     | 獲得 ヤード | 平均 獲得 ヤード | TD       | 最長 獲得 ヤード | 回数 | 獲得 ヤード | 平均 獲得 ヤード | TD   | 回数           | 獲得 ヤード    | 平均 獲得 ヤード | TD             | 回数               | 獲得 ヤード        | 平均 獲得 ヤード   | TD                 |
| ---- | ------ | ---- | -------- | ----------- | ---------------- | -------- | ---------------- | ---- | ----------- | ---------------- | ---- | -------------- | -------------- | ---------------- | -------------- | ------------------ | ------------------ | ------------------ | ------------------ |
| 2011 | LSU    | 14   | 41       | 475         | 11.6             | 52       | 2                | 2    | 19          | 9.5              | 0    | 9              | 77             | 8.6              | —              | 5                  | 120                | 24.0               | —                  |
| 2012 | LSU    | 13   | 43       | 713         | 16.6             | 56       | 2                | —    | —           | —                | —    | 35             | 320            | 9.1              | 2              | 5                  | 79                 | 15.8               | —                  |
| 2013 | LSU    | 13   | 59       | 1,152       | 19.5             | 63       | 8                | 5    | 58          | 11.6             | —    | 18             | 160            | 8.9              | —              | 32                 | 845                | 26.4               | —                  |
| 通算 | 通算   | 40   | 143      | 2,340       | 16.4             | 171      | 12               | 7    | 77          | 11.0             | —    | 62             | 557            | 9.0              | 2              | 42                 | 1,044              | 24.9               | —                  |

### ニューヨーク・ジャイアンツ
| 身長                                | 体重           | 腕 の 長 さ       | 手 の 大 き さ | 40Yrd ダ ッ シ ュ | 10Yrd ス プ リ ッ ト | 20Yrd ス プ リ ッ ト | 20Yrd シ ャ ト ル | 3 コ 丨 ン ド リ ル | 垂 直 跳 び       | 立 ち 幅 跳 び      | ベ ン チ プ レ ス |
| ----------------------------------- | -------------- | ----------------- | -------------- | ----------------- | -------------------- | -------------------- | ----------------- | ------------------- | ----------------- | ------------------- | ----------------- |
| 5 ft 11+1⁄4 in (181 cm)             | 198 lb (90 kg) | 32+3⁄4 in (83 cm) | 10 in (25 cm)  | 4.43 s            | 1.57 s               | 2.58 s               | 3.94 s            | 6.69 s              | 38+1⁄2 in (98 cm) | 10 ft 2 in (3.10 m) | 7 回              |

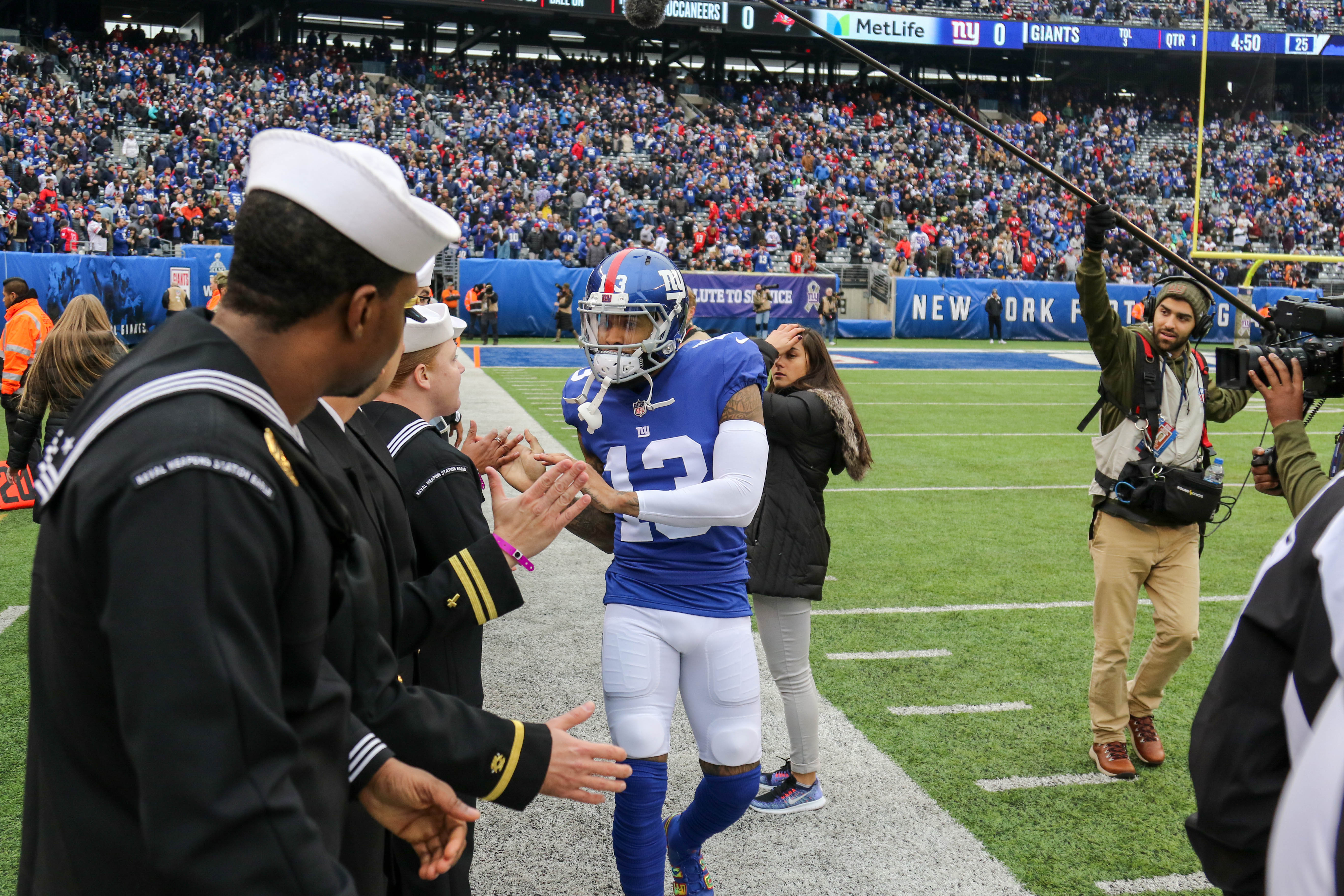
2018年のベッカム

| All values from 2014年のNFLドラフト |                |                   |                |                   |                      |                      |                   |                     |                   |                     |                   |

2014年のNFLドラフト1巡全体12位でニューヨーク・ジャイアンツに指名された。その年のドラフトでワイドレシーバーとしては3人目の指名であった。同年5月19日にジャイアンツと4年契約を結んだ。契約額は1,040万ドルで、契約ボーナスは588万ドルだった。
ニューヨーク・ジャイアンツでの最初のシーズン、ベッカムは怪我のためにシーズン最初の4試合を欠場したにもかかわらず、NFLルーキーのレシービング記録を数々更新した。ベッカムはルーキーシーズンに75回以上のレシーブ、1,100ヤード、10回のタッチダウンを記録した初の選手となり、1試合あたりの平均レシーブヤード数のルーキー記録を更新した。初シーズンの第12週に、ベッカムはサンデーナイトフットボールのダラス・カウボーイズ戦で後方に倒れながら片手でタッチダウンキャッチをしたことで全米の注目を集めた。 ベッカムはその後、2014年のAP通信NFLオフェンシブ・ルーキー・オブ・ザ・イヤーを受賞した。
2016年には、キャリアレシーブ200回とキャリアレシーブヤード4,000ヤードの両方を達成したNFL史上最速の選手となった。2016年はジャイアンツの11勝5敗のシーズン記録に貢献し、キャリア初の100レシーブシーズンを記録し、NFLプレーオフ進出を果たした。ベッカムは最初の3シーズンでそれぞれプロボウルに選出され、セカンドチーム・オールプロに2度選出されている。
開幕早々のケガで、13試合を欠場した2017年を除き、毎年1000ヤード以上のレシーブを記録している。

### クリーブランド・ブラウンズ

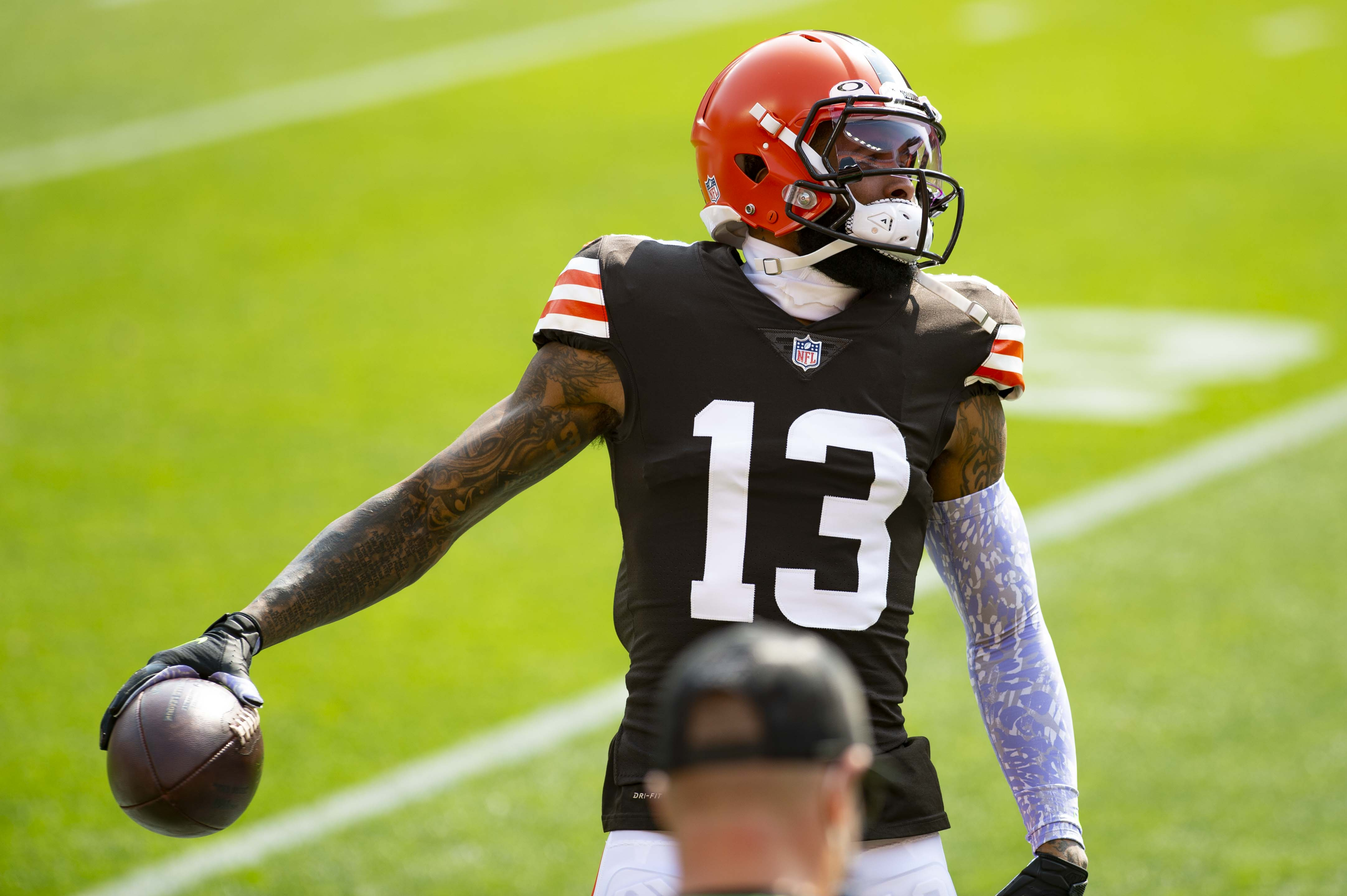
2020年、試合前のアップを行うベッカム

2019年3月12日、クリーブランド・ブラウンズのセイフティ、ジャブリル・ペッパーズおよび2019年のNFLドラフトの1巡目（全体17位）と3巡目（95位）指名権と交換でクリーブランド・ブラウンズにトレードされた。
2020年シーズン第7週のシンシナティ・ベンガルズ戦で、第1Qに相手CBがインターセプトした際に行ったタックルで膝を痛めて退場した。 翌日、ACL断裂によってこのシーズン復帰見込みがないことが明らかになった。 ベッカムは2020年シーズンを、7試合の出場で23レシーブ319ヤード、3回のタッチダウンレシーブに加え、3回のランで72ヤード、1回のラッシングタッチダウンを記録して終了した 。
2021年11月、ベッカムの父親がベッカムがオープンになっていたにもかかわらず、QBのベイカー・メイフィールドが彼の方へパスしなかった瞬間を映す動画をSNSに公開し、これにNBA選手のレブロン・ジェームズも反応するなど大きな騒動となった。これによりベッカムは2日間練習参加を免除されたのち、11月8日にFAとなった。

### ロサンゼルス・ラムズ
2021年11月11日に、ロサンゼルス・ラムズと1年契約を結んだ。この年のNFCチャンピオンシップゲームでは、サンフランシスコ・49ersに対して9キャッチ113ヤードの活躍を見せ、チームの第56回スーパーボウル出場に大きく貢献した。当日試合は、第2クォーター中に左膝を痛め、負傷退場となったが、試合は23-20で勝利し、念願のスーパーボウル制覇を果たした。

### フリー・エージェント
2022年シーズンは負傷の治療に当たる中、どのチームにも属さないフリー・エージェントとして迎えた。

### ボルティモア・レイヴンズ
2023年4月、ボルティモア・レイヴンズと契約した。

## 詳細情報

### 年度別成績

#### レギュラーシーズン
| 年度    | チーム  | 背 番 号 | 試合 | 試合 | レシーブ | レシーブ    | レシーブ         | レシーブ    | レシーブ | ラン | ラン        | ラン             | ラン        | ラン | ファンブル    | ファンブル |
| 年度    | チーム  | 背 番 号 | 出場 | 先発 | 回数     | 獲得 ヤード | 平均 獲得 ヤード | 最長 ヤード | TD       | 回数 | 獲得 ヤード | 平均 獲得 ヤード | 最長 ヤード | TD   | ファン ブル数 | ロスト     |
| ------- | ------- | -------- | ---- | ---- | -------- | ----------- | ---------------- | ----------- | -------- | ---- | ----------- | ---------------- | ----------- | ---- | ------------- | ---------- |
| 2014    | NYG     | 13       | 12   | 11   | 91       | 1,305       | 14.3             | 80          | 12       | 7    | 35          | 5.0              | 2.9         | 0    | 1             | 1          |
| 2015    | NYG     | 13       | 15   | 15   | 96       | 1,450       | 15.1             | 87          | 13       | 1    | 3           | 3.0              | 0.2         | 0    | 2             | 0          |
| 2016    | NYG     | 13       | 16   | 16   | 101      | 1,367       | 13.5             | 75          | 10       | 1    | 9           | 9.0              | 0.6         | 0    | 3             | 1          |
| 2017    | NYG     | 13       | 4    | 2    | 25       | 302         | 12.1             | 48          | 3        | 1    | 8           | 8.0              | 2.0         | 0    | 0             | 0          |
| 2018    | NYG     | 13       | 12   | 12   | 77       | 1,052       | 13.7             | 51          | 6        | 5    | 19          | 3.8              | 1.6         | 0    | 2             | 1          |
| 2019    | CLE     | 13       | 16   | 16   | 74       | 1,035       | 14.0             | 89          | 4        | 0    | 0           | 3.3              | 0           | 0    | 1             | 1          |
| 2020    | CLE     | 13       | 7    | 7    | 23       | 319         | 13.9             | 43          | 3        | 3    | 72          | 24.0             | 50          | 1    | 0             | 0          |
| 2021    | CLE     | 13       | 6    | 6    | 17       | 232         | 13.6             | 26          | 0        | 2    | 14          | 7.0              | 10          | 0    | 0             | 0          |
| 2021    | LAR     | 3        | 8    | 7    | 27       | 305         | 11.3             | 54          | 5        | 0    | 0           | 0.0              | 0           | 0    | 0             | 0          |
| NFL:8年 | NFL:8年 | NFL:8年  | 96   | 91   | 531      | 7,367       | 13.9             | 89T         | 56       | 23   | 170         | 7.4              | 50T         | 1    | 9             | 4          |

- 2021年度シーズン終了時
- 太字は自身最高記録

#### ポストシーズン
| 2016 | NYG  | 1                | 1                | 4                | 28               | 7.0              | 11               | 0                | 0                | 0                |                  |                  |                  |                  |                  |                  |
| 2020 | CLE  | 怪我の為出場なし | 怪我の為出場なし | 怪我の為出場なし | 怪我の為出場なし | 怪我の為出場なし | 怪我の為出場なし | 怪我の為出場なし | 怪我の為出場なし | 怪我の為出場なし | 怪我の為出場なし | 怪我の為出場なし | 怪我の為出場なし | 怪我の為出場なし | 怪我の為出場なし | 怪我の為出場なし |
| 2021 | LAR  | 3                | 3                | 19               | 236              | 12.4             | 31               | 1                | 0                | 0                |                  |                  |                  |                  |                  |                  |
| 通算 | 通算 | 4                | 4                | 23               | 264              | 11.5             | 31               | 1                | 0                | 0                |                  |                  |                  |                  |                  |                  |

### 賞罰
- NFCチャンピオン(2021)
- プロボウル出場3回 (2014, 2015, 2016)
- AP通信NFLオフェンシブ・ルーキー・オブ・ザ・イヤー選出(2014)

### NFL記録
- キャリア通算レシービング回数が100回に到達した最速記録(14試合) [36][37]
- キャリア通算レシービング回数が150回に到達した最速記録(21試合) [38]
- キャリア通算レシービング回数が200回に到達した最速記録(30試合) [39]
- キャリア通算レシービング回数が250回に到達した最速記録(38試合)(マイケル・トーマスと1位タイ) [40]
- キャリア通算3,000レシービングヤード到達の最速記録(30試合) [39]
- キャリア通算3,500レシービングヤード到達の最速記録(36試合) [41][42]
- キャリア通算4,000レシービングヤード到達の最速記録(42試合)(ランス・アルワースと1位タイ) [43]
- キャリア開始から3シーズンで125ヤード以上レシーブした試合数の最多記録(13試合) [44]
- キャリア開始から2シーズンでの最多レシービングヤード:2744 [45]
- キャリア開始から15試合での最多レシービング回数:110 [36]
- 連続して1試合90ヤード以上のレシーブを記録した試合数:9(マイケル・アービンと1位タイ) [46]
- 連続して1試合130ヤード以上のレシーブと1回以上のタッチダウンを記録した試合数:4(パトリック・ジェファーズとカルビン・ジョンソンと1位タイ) [47]
- 1試合で10回以上のレシーブを記録した試合数(ルーキー):シーズン4試合[48]
- 1試合で10回以上合計100ヤード以上のレシーブを記録した試合数(ルーキー):シーズン4試合[49]
- 1試合で125ヤード以上のレシーブを記録した試合数:シーズン6試合[50]

### ジャイアンツ球団記録
- シーズン最多レシービングヤード(ルーキー):1305 [51]
- シーズン最多レシービング回数(ルーキー):91(RBのセイクワン・バークリーと1位タイ) [52]
- ルーキーWRとして1試合での最多レシービング回数:12(2014年シーズンのワシントン・レッドスキンズ戦とフィラデルフィア・イーグルス戦の2試合で記録) [53]
- レシービングヤードが50ヤード以上の試合数(ルーキー):シーズン9試合[54]
- レシービングヤードが75ヤード以上の試合数(ルーキー):シーズン9試合[55]
- レシービングヤードが100ヤード以上の試合数(ルーキー):シーズン7試合[56]
- レシービングヤードが125ヤード以上の試合数(ルーキー):シーズン6試合[57]
- レシービングヤードが150ヤード以上の試合数(ルーキー):シーズン2試合[58]
- 1試合で10回以上のレシーブを記録した試合数(ルーキー):シーズン4試合[59]
- 1試合で2回以上のTDレシーブを記録した試合数(ルーキー):シーズン4試合[60]
- 連続して1試合10回以上のレシーブを記録した試合数:2 [61]
- ホーム開催でのシーズン最多レシービングヤード(ルーキー):767 [62]
- ホーム開催でのシーズン最多レシービング回数(ルーキー):52 [63]
- 1試合あたりの平均レシービングヤード:108.8 [64]

## 人物・私生活
- ベッカムには、弟のコーデルと妹のジャスミンがいる[65][66]。ベッカムの父、オデル・ベッカム・シニアはランニングバックとして、1989年から1992年までLSUでアメリカフットボールをプレーしていた[67]。また、ベッカムの母、ヘザー・ヴァン・ノーマンもLSUで陸上競技をプレーしていた[68]。

- サッカー選手のデイビッド・ベッカムや俳優のジェームズ・コーデン、ビヨンセ、ドレイク、NBAのレブロン・ジェームズなど、多くの著名人と親交がある。また、ベッカムはサッカー選手のダヴィド・アラバのファンだと発言しており、彼の所属チームであるFCバイエルン・ミュンヘンを訪れたこともある[69]。

- 2015年1月29日、第49回スーパーボウルの試合前のイベントで、ニューオーリンズ・セインツのQBドリュー・ブリーズと共に、1分間に最も多くの片手でキャッチするという世界新記録の樹立に挑戦した。彼は33回のパスキャッチを行い、それまでの世界記録である10回を打ち破った[70]。しかし、この快挙も束の間、CFLのWRアンディ・ファンツが1分間に50回の片手でのキャッチを記録し、ベッカムの記録を超えて世界新記録を樹立した[71]。

- NFLの中でも屈指の人気アスリートであり、Instagramのフォロワー数は2022年1月現在で約1500万人を超えており、2位のトム・ブレイディを抑えてNFL選手の中で最も多い[72]。

- 2017年5月に、ナイキと個人で5年2,500万ドルのNFL史上最大のスポンサー契約を結んだ。またこの契約は、ベッカムが8年4800万ドルまで延長できるものでもあった[73]。このほかにも、アクセサリーメーカーのダニエル・ウェリントンやコンピュータメーカーのレノボ、アパレルチェーンのフット・ロッカーなどともスポンサー契約を結んでいる [74] [75]。

- 多くの映像作品が制作され、ベッカム自身も出演しており、2015年にはベッカムの次シーズンに向けての準備やトレーニングの舞台裏を描いたテレビ映画「キャッチング・オデル（英語版）」が制作された[76]。2016年には、ドラマ『コード・ブラック（英語版）』でテレビデビューを果たした[77]。 2018年には、当時のニューヨーク・ジャイアンツのチームメイトであるブラッド・ウィングと共に、ニッキー・ミナージュとアリアナ・グランデの楽曲「ベッド」のミュージックビデオに出演した[78]。